# Gian Franco Zanetti
Gian Franco Zanetti (Módena, 26 de julio de 1942-Ibidem., 17 de septiembre de 2020) fue un voleibolista italiano que jugaba en el puesto de atacante. 

## Carrera deportiva
Poseía el récord de nueve scudetto, la mayor cantidad de campeonatos ganados de la Serie A1, cinco con Avia Pernia Módena (1957, 1959, 1960, 1962 y 1963), dos con Ruini Firenze (1964 y 1965) y dos con Virtus Bolonia (1965 y 1967), estos triunfos lo consagraron como el jugador más exitoso en el voleibol masculino italiano. Más tarde, su récord fue igualado por Lorenzo Bernardi.
Entre 1961 y 1967 integró la selección nacional de voleibol italiana, realizó un total de 81 apariciones, ganando una medalla de plata en los Juegos del Mediterráneo de 1963 en Nápoles.
Falleció el 17 de septiembre de 2020.